# Begraafplaats van Bailleul-Sir-Berthoult
De gemeentelijke begraafplaats van Bailleul-Sir-Berthoult gelegen ten oosten van het centrum de Franse plaats Bailleul-Sir-Berthoult aan de weg naar Gavrelle in het department Pas-de-Calais in de regio Hauts-de-France.

## Bailleul-Sire-Berthoult Communal Cemetery
De begraafplaats telt 9 geïdentificeerde Gemenebest graven uit de Tweede Wereldoorlog. De militaire graven worden onderhouden door de Commonwealth War Graves Commission, die de begraafplaats ingeschreven heeft als Bailleul-Sire-Berthoult Communal Cemetery.